# 張瓌 (壽光)
張瓌（?—?），寿光（今山东省寿光市）人，北宋军事人物，宋真宗时威虎军头。
景德元年（1004年），澶渊之战。契丹国攻陷宋朝德清，率众抵达澶州北，围合三面，轻骑从西北突进。李继隆等整军成列，扼住要害抵御。契丹统军使、顺国王蕭撻凜为先锋，亲自督战。威虎军头張瓌守床子弩，弩撼机发，箭矢射中萧撻凜额头，萧撻凜的属下数十百人把他救回营寨，当夜，萧撻凜死。契丹兵退却不敢动，只是时常派遣轻骑来侦查宋军。萧撻凜之死，是促成澶渊之盟签订的关键一步。